# Dasio de Durostorum
Dasio de Durostorum (Дазий Доростолски) fue un santo búlgaro. 
Fue un soldado romano de la Legio XI Claudia en Durostorum (moderna Silistra), Moesia Inferior quién fue decapitado a principios del siglo IV después de rehusar participar como "Rey" en las celebraciones locales de las Saturnalias.

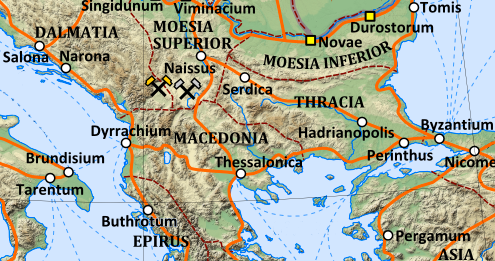
Situación de Durostorum en los balcanes en época romana

Dasio fue el primero de doce mártires ejecutados en Durostorum durante la Persecución de Diocleciano.
Una Pasión griega sobre San Dasio existe, también conocida como Acta Dasii, fechada entre finales del siglo IV y finales del VI.
Este texto fue descubierto en la década de 1890 por Franz Cumont en un manuscrito del siglo XI. Antes del descubrimiento de Cumont, el santo sólo se conocía de pequeños relatos de varias martirologías medievales.
El presenta un registro del cuestionamiento de Dasio por un legado llamado Bassus. En este diálogo, Dasio también rechaza honrar el culto imperial. La situación, tal como se describe en el texto, presupone el cuarto edicto de Diocleciano de 304, el cual requiere a los soldados romanos sacrificarse por el emperador. Muchos legionarios veteranos habían sido abiertamente cristianos durante muchos años de servicio y ahora, de repente, se encontraban a sí mismos ante la decisión de renunciar a su religión o enfrentarse a una ejecución. Después de ser cuestionado, Dasio es torturado y finalmente decapitado por un tal Johannes Aniketos. No obstante, la tradición historiográfica tiende a asignar una fecha ligeramente anterior al martirio, 302, 303 o 292; de forma similar al registro de la pasión de Julius el Veterano. Cumont pensó que la ejecución por Johannes Aniketos pudiera ser un error de traducción, debido a que Johannes era un nombre cristiano, lo que sugeriría que un cristiano ejecutó a otro cristiano. Cumont sugirió que el texto original podría haber indicado que Dasio fue "enterrado" por Johannes.
El texto es inusual para una pasión porque dedica casi un tercio a la descripción del festival de la Saturnalia celebrado por los legionarios paganos sitos en Durostorum. Cada año, un legionario era elegido por sorteo para ser el "rey" del festival durante un mes, lo cual le otorgaba licencia y privilegios inusuales, pero al final del mes este "rey" debe ser sacrificado en el altar de Saturno. El año en cuestión el sorteo designó a Dasio, para quien, como cristiano, esto era sin duda inaceptable, ya no sólo dedicar un mes a adorar ídolos paganos, sino que además perdería su vida en sacrificio a una deidad pagana y condenaría su alma. Por tanto, el prefirió rehusar a aceptar el rol de rey y aceptar la tortura y la ejecución.

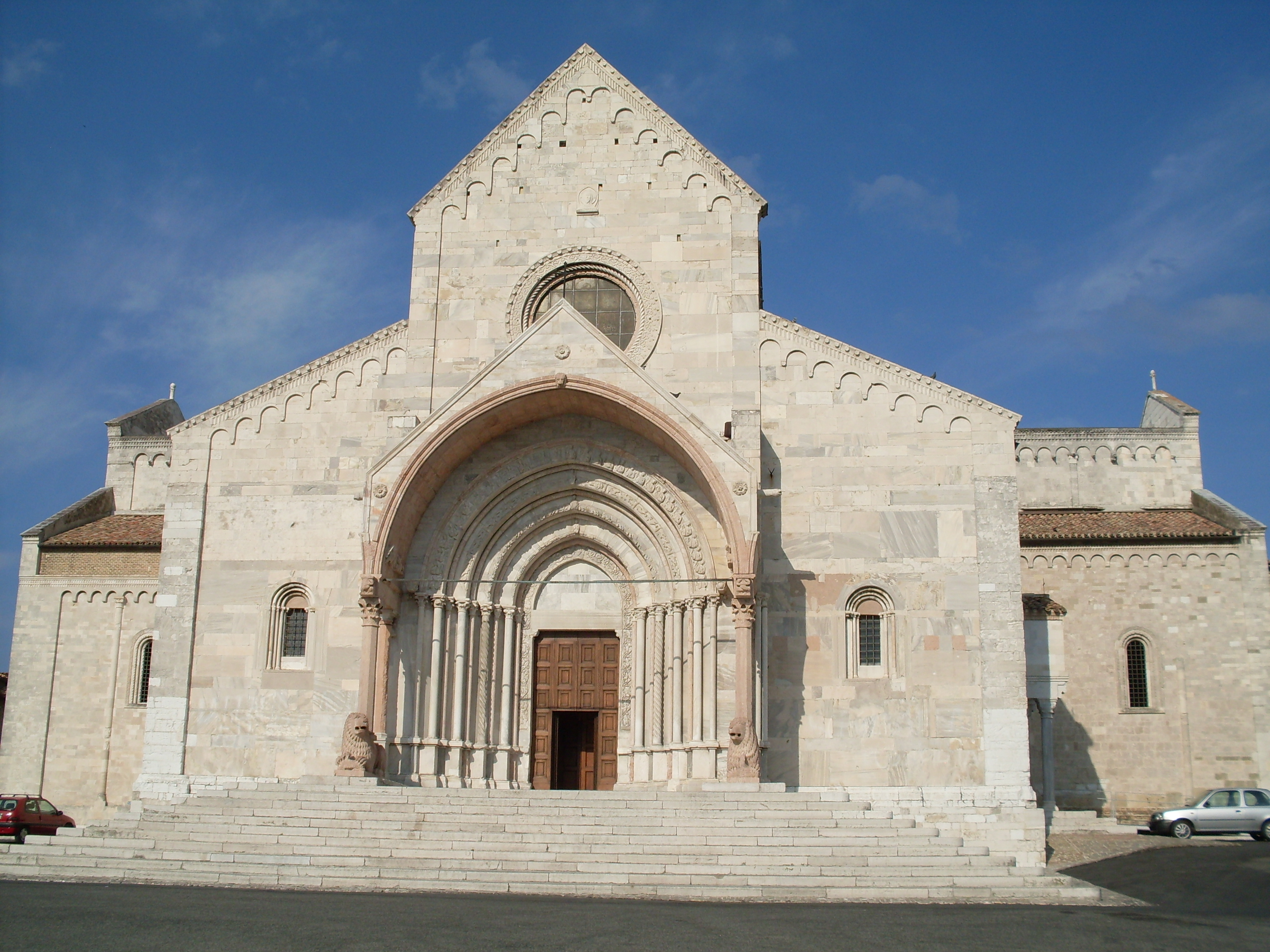
Catedral de Ancona en Italia, lugar donde reposan los restos de Dasio

Después de la invasión de Moesia inferior por parte de los Ávaros en el siglo VI, los restos de Dasio fueron trasladados a Ancona.
Ahora reposan en un sarcófago de mármol en el Museo Diocesano junto a la Catedral de Ancona.